# ¡Basta Ya!
¡Basta Ya! (en català Ja n'hi ha prou i en basc Aski da) és una associació  basca defensora de l'Estat de les autonomies i la Constitució Espanyola i oposada al sobiranisme basc i qualsevol negociació amb ETA.
És l'embrió de la Plataforma Pro, des de la qual es vol crear un partit polític que atregui vot espanyolista tant de dretes com d'esquerres.

## Objectius
Formada originàriament per membres de diverses ideologies polítiques, té el triple propòsit de:
- oposar-se al terrorisme en qualsevol de les seves formes,
- donar suport a les seves víctimes,
- defensar l'Estat de Dret, la Constitució Espanyola i l'Estatut d'Autonomia del País Basc.

Malgrat el caràcter universalista dels seus ideals, l'organització té la seva raó d'ésser en l'oposició al terrorisme d'ETA. ¡Basta Ya! es caracteritza pel seu caràcter activista, ja que no només defensen els esmentats ideals, sinó que també els promouen mitjançant la convocatòria de manifestacions i actes de protesta.
Actualment, és contrària al nacionalisme basc i a l'actual política antiterrorista del PSOE, encapçalada pel president del govern espanyol José Luis Rodríguez Zapatero, a causa de la postura d'aquests enfront de la negociació amb l'organització armada ETA.
Alguns coneguts membres de la plataforma són Jon Juaristi, Joseba Pagazaurtundua (assassinat per ETA el 2003), Maite Pagazaurtundua, Arcadi Espada, María del Carmen Iglesias Cano, Javier Urquizu, Iñaki Ezkerra, Rosa Díez i Fernando Savater.

## Reconeixements
L'any 2000 l'organització fou guardonada amb el Premi Sàkharov per la Llibertat de Consciència, concedit pel Parlament Europeu, i el 2004 fou nomenada òrgan consultiu del Consell Econòmic i Social de l'ONU.